# Obrazów
Obrazów è un comune rurale polacco del distretto di Sandomierz, nel voivodato della Santacroce.
Ricopre una superficie di 71,86 km² e nel 2004 contava 6 775 abitanti.